# Lyaser
Inom biokemi är ett lyas ett enzym som kan katalysera spjälkningsreaktioner. Ett lyas bryter en kovalent bindning under bildande av en dubbelbindning eller en ny ringstruktur, till skillnad från ett hydrolas (en substitutionsreaktion) som bryter en kovalent bindning under konsumtion av en vattenmolekyl. Den omvända reaktionen är också möjlig (kallad Michael-reaktion). Till exempel skulle ett ensym som katalyserar vara ett lyas:
ATP → cAMP + PPi
Lyaser skiljer sig från andra enzymer genom att de endast kräver ett substrat för reaktionen i en riktning, men två substrat för den omvända reaktionen.

## Nomenklatur
Systematiska namn bildas som "Substratgrupp-LYAS". Vanliga namn innehåller dekarboxylas, dehydratas, aldolas etc. När produkten är viktigare kan syntas användas i namnet, till exempel fosfosulfolaktatsyntas (EC 4.4.1.19, Michael-addition av sulfit till fosfoenolpyruvat). En kombination av både en eliminering och en Michael-addition ses i O-succinylhomoserin (tiol)-lyas (MetY eller MetZ), som först katalyserar y-elimineringen av O-succinylhomoserin (med succinat som lämnande grupp) och sedan tillsätter sulfid till vinylmellanprodukten, klassificerades först som ett lyas (EC 4.2.99.9), men omklassificerades sedan som ett transferas (EC 2.5.1.48). 

## Klassificering
Lyaser klassificeras som EC 4 i EG-nummerklassificeringen av enzymer. Lyaser kan ytterligare klassificeras i sju underklasser:
- EC 4.1 omfattar lyaser som klyver kol-kolbindningar, såsom dekarboxylaser (EC 4.1.1), aldehydlyaser (EC 4.1.2), oxosyralyaser (EC 4.1.3) och andra (EC 4.1.99)
- EC 4.2 omfattar lyaser som klyver kol-syrebindningar, som dehydrataser
- EC 4.3 omfattar lyaser som klyver kol-kvävebindningar
- EC 4.4 omfattar lyaser som klyver kol-svavelbindningar
- EC 4.5 omfattar lyaser som klyver kol-halidbindningar
- EC 4.6 omfattar lyaser som klyver fosfor–syrebindningar, som adenylylcyklas och guanylylcyklas
- EC 4.99 omfattar andra lyaser, såsom ferrochelatas

## Membranförbundna lyaser
Vissa lyaser är förbundna med biologiska membran som perifera membranproteiner eller förankrade genom en enda transmembranhelix.